# Návrat z hvězd
Knihu Návrat z hvězd (polsky Powrót z gwiazd) vydalo uznávanému polskému spisovateli science-fiction Stanisławu Lemovi nakladatelství Czytelnik ve Varšavě v roce 1961. Český překlad realizovala nakladatelství Mladá fronta ČSM v roce 1962  a Labyrint v roce 2011.
Z knihy lze vycítit melancholii, nastoluje otázku, zda závratný technický pokrok nemůže vést k degeneraci lidstva. Navzdory veškerému dostupnému komfortu a blahobytu (i když peníze stále existují - doprava, vzdělání, jídlo a další zdroje jsou k dispozici všem zdarma) a absenci konfliktů společnost stagnuje. Chybí motivace, touha, zvědavost, nadšení po dalších objevech. Autor zakomponoval do příběhu filozofické úvahy i nejzákladnější lidské emoce a vnitřní pohnutky, čímž přesáhl rámec sci-fi, zároveň ponechal čtenáři dost prostoru na vlastní interpretaci.
V románu se též objevuje zařízení „opton“ – které předjímá dnešní čtečky elektronických knih.

## Námět
V 9 kapitolách vypráví polský spisovatel příběh pilota hvězdoletu Prometheus Hala Bregga, jenž se po 127 letech pozemského času vrací na Zemi z expedice do hvězdného systému Fomalhaut, zatímco na palubě kosmické lodi uplynulo vlivem dilatace času pouze 10 let. Nalézá zcela odlišnou společnost, než jakou znal z doby před odletem. Změnilo se mnoho, normy chování, řeč, samotní lidé a samozřejmě technika.
Násilné chování bylo vymýceno díky tzv. „betrizaci“ – vědecké teorii nazvané podle zkratky svých tvůrců Benneta, Trimaldiho a Zacharova a následně uvedené do praxe. Lidem se aplikují po narození speciální enzymy, jež potlačují agresivitu a zároveň s ní i vůli k rozhodnosti a ochotu čelit riziku.
Současný svět se Breggovi jeví odcizený a neuchopitelný, je to pohodlný svět bez rizika, bez tragédií, bez emocí, změkčilý, vlažný. Cítí, že do něj nedokáže asimilovat. Technologický skok je na něj příliš velký a on jako nebetrizovaný navíc nedokáže přijmout nové společenské hodnoty.

## Děj

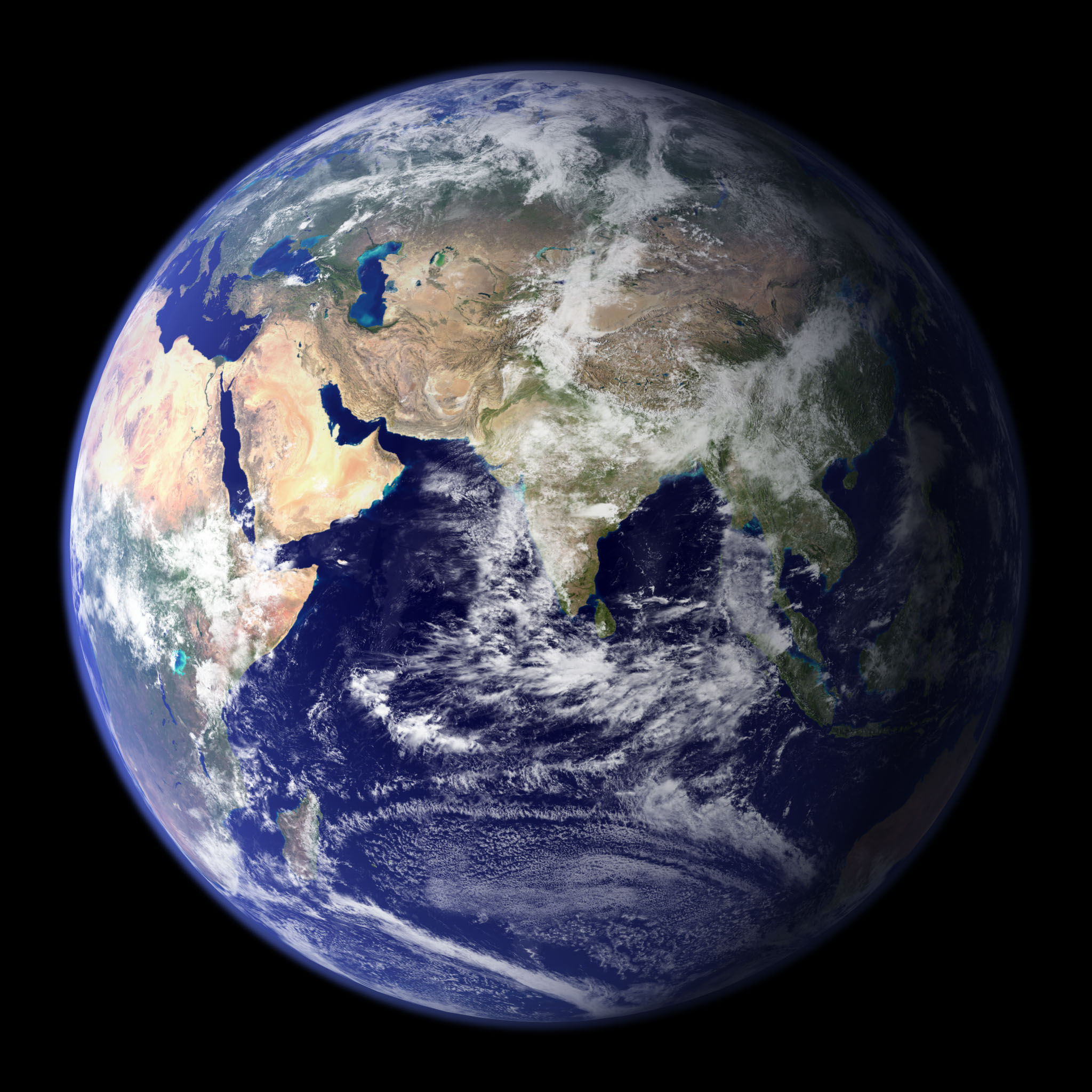
Planeta Země.

Všichni přeživší a navrátivší se členové vesmírných expedic se po návratu musejí aklimatizovat na nové podmínky a způsob života. O to se stará organizace jménem Adapt. Betrizace není možná, neboť pro dospělého člověka představuje nemalé riziko zdravotní újmy, tudíž se využívají alternativní metody přizpůsobování se současnému „vypolstrovanému“ prostředí zbavenému nebezpečí. Mezi ně patří např. zařízení „hypnagog“, jenž ve spánku našeptává pravidla správného a společensky vyžadovaného chování. Aklimatizace není příliš svázaná přísnými pravidly, astronauti mají relativně volné pole působnosti, pokud jsou psychologem Adaptu uznáni za osoby nepředstavující hrozbu ostatním.
Hal Bregg má pocit, že se dusí, cítí se jako cizinec či spíše jako dítě, které ještě neumí mluvit, neboť řeč se natolik změnila, že není schopen pochopit kontext rozhovoru, nezná spoustu nových slov.
Po čtyřech dnech strávených v Adaptu se přesunuje běžným dopravním prostředkem do jiného města, avšak na terminálu se mine s člověkem, jenž jej zde měl vyzvednout. Nedokáže se orientovat v pro něj chaotickém prostředí, útočí na něj spousta nových vjemů, jež ho po čase natolik zahltí, že jeho úžas přechází ve frustraci a vztek. Chce se zeptat na cestu, nerozezná ale ani skutečnou osobu od dokonalé holografické simulace, takže se stává terčem udivených pohledů a posměšků. Je zmatený a vyčerpaný. Nalézá městský park, kde si může na chvíli odpočinout a připomenout si vůni stromů a šelest listů – dojmy, které působí jako balzám a evokují myšlenky na známý svět, než jej opustil. Ani zde se nevyhne šoku, lev, který se k němu blíží a jehož považuje jen za další projekci, je živý. Není nebezpečný, i zvířata žijící v blízkosti člověka jsou betrizována.

V restauraci se jej ujme dívka jménem Nais, která mu pomůže objasnit několik nesrovnalostí. Najde si hotel, spojí se s bankou, v níž má stále uloženy jisté reformované úspory, zajde do cestovní kanceláře a vybere si klidné místo, kde bude moci (jak doufá) relaxovat a také si doplnit chybějící znalosti.
V antikvarijním obchodě narazí na další známou věc, která mu pozvedne náladu. Funkční automobil. Přestože má jiný pohon a odlišné ovládání díky vynálezu eliminujícímu účinky gravitace, je nadšen. Nebude již odkázaný pouze na glidery, uldery a rasty – prostředky hromadné dopravy.
Před odjezdem do Klavestry (destinace z katalogu cestovní kanceláře) se Hal Bregg objedná na vyšetření u doktora Juffona. Dr. Juffon je pamětník, poté co provede podrobné vyšetření, zajímá se o Halovy zážitky z vesmírné mise a taktéž mu poskytne několik užitečných informací.
Bregg se zúčastní hi-tech promítání nebezpečné plavby po africké řece, při němž opět zapomene na to, že se jedná jen o iluzi a neváhá se vrhnout z fiktivní lávky pro mladou ženu, aby ji zachránil. Nesetká se s odmítnutím, naopak, mladé herečce to imponuje, měla možnost vidět obdobnou odvahu v archaických filmech a ví, že ze současných betrizovaných mužů by takového činu nebyl schopen nikdo. Pozve jej do své rezidence a stráví s ním noc. Hal tuší, že víc by nemělo smysl a tak ráno odchází.
Následuje odjezd do Klavestry, letoviska na pobřeží oceánu. Zde se věnuje fyzickým aktivitám a četbě odborných publikací. Zanedlouho přijíždí manželský pár, společně se seznámí u oběda. Dívka hned padne Breggovi do oka. Je na ní něco, co ji odlišuje od ostatních žen. Její partner ví, s kým má tu čest, informoval se u cestovní kanceláře a pozve Hala na projížďku do města spojenou s nenáročným pracovním úkolem – kontrolou šrotovací linky.

Masová výroba pro potřeby lidí je již zcela automatizována, to mají na starost roboti. Lidé, školení specialisté, provádí pouze dohled a kontrolu.
Uvnitř haly, kde jsou likvidováni roboti s byť i malým defektem, je Hal Bregg svědkem situace, jež jím otřese. Jelikož je oprava robotů nerentabilní, jsou určeni k recyklaci. Ovšem stroje si uvědomují svou existenci blížící se k nevyhnutelnému konci a obracejí se na Bregga s prosbou o záchranu… Nedá se však nic podniknout, systém nelze změnit.
Astronaut se vrací do letoviska ve špatném rozpoložení, navíc si uvědomuje zmatení citů způsobené přítomností Eri, manželky kontrolora Seona.
Rozhodne se pozvat svého blízkého přítele, druhého pilota expedice Olafa Staaveho. Běhají, boxují, projíždějí se autem, z něhož Hal odstranil zařízení rušící účinky gravitace pro silnější prožitek z jízdy a vedou rozhovory o své neutěšené situaci. Vědí, že zájem o vesmírné expedice zcela upadl a připadají si jako vyděděnci.
Poté, co Seon odjede za pracovními povinnostmi a Hal se setká u bazénu s Eri, rozhodne se jednat. Dosáhne svého, není si však jistý, zda je to správné. Cítí její náklonnost, nedokáže ale rozeznat, jestli se dívka rozhodla pro něj jen kvůli totožným pohnutkám či jestli zde nesehrály svou roli i jiné okolnosti. Odjíždí spolu do nového bydliště.
Po určité době se Hal snaží kontaktovat Olafa, ten se neozývá. Vydává se tedy za dalším členem expedice, vědeckým pracovníkem Thurberem. Po ostřejší debatě, během níž se dozví o nově plánované expedici s využitím nejnovějších poznatků pokročilé vědy se Bregg na chodbě setká s Olafem, který se před ním snaží ukrýt. Dojde mu, že s ním nepočítají. Je zklamaný, ale nechce to svému příteli vyčítat. Potřebuje to však ze sebe dostat, a tak opouští pokoj a vykročí do tmy. Chvíli jde po silnici, když ale záhy spatří, že vede k nějaké osadě, stáčí kroky k blízkému kopci. Zarputile se prodírá porostem stále výš, téměř běží klopýtaje o kořeny a balvany. Na konci výstupu zchvácen a obklopen mrazivou tmou usedá na zem, aby dal průchod bolesti a poddal se věcem, které je tak těžké přijmout…
„Společnost, do níž jste se vrátil, je stabilizována. Žije klidně. Rozumíte? Romantika raného údobí astronautiky minula. Je to tak trochu obdoba historie Kolumba. Jeho výprava byla něčím mimořádným. Ale kdo se dvě stě let po něm zajímal … o kapitány plachetnic? O vašem návratu byla dvouřádková zmínka v realu…“

„To přece nemá žádný význam, doktore,“ ohradil jsem se. Jeho soucit mě začínal dráždit více než lhostejnost ostatních. Ale to jsem jemu nemohl říci.

„Má, Breggu. I když si to nechcete připustit. Kdybyste byl někdo jiný, mlčel bych, ale vy si zasloužíte slyšet pravdu. Jste sám. Člověk nemůže žít sám. Vaše zájmy, to, s čím jste se vrátil, to je ostrůvek v moři ignorance. Pochybuji, že by si mnoho lidí přálo vyslechnout to, o čem byste jim chtěl vyprávět. Já mezi ty lidi patřím, ale mě je osmdesát devět let…“

## Česká vydání
- Návrat z hvězd, Mladá fronta (edice Máj č. 12), 1962, překlad Jaroslav Simonides, 256 stran, vázaná s papírovým přebalem, náklad 83 000 [2]
- Návrat z hvězd, Labyrint, 2011, ISBN 978-80-87260-21-0, překlad Jaroslav Simonides, 232 stran, vázaná, autor obálky: Nikkarin